# Big Bird in China
Big Bird in China ist ein Kinderfilm von Jon Stone, der 1983 unter Zusammenarbeit der US-amerikanischen Filmproduktionsgesellschaft Children’s Television Workshop und des chinesischen Staatsfernsehens China Central Television entstand. Der Film basiert auf der Fernsehserie Sesame Street und ist das erste Sesame-Street-Special, das außerhalb der Vereinigten Staaten spielt und gedreht wurde.

## Handlung
Big Bird (in der deutschsprachigen Sesamstraße als Bibo bekannt) befindet sich in einer Chinatown, wo er bei einem Händler ein altes Schriftstück mit dem mythischen Vogel Fenghuang darauf entdeckt. Der Händler erklärt, dass der Vogel in China lebe und schwer zu finden sei. Es müssten vier auf dem Schriftstück abgebildete Orte aufgesucht werden, wo der Affenkönig Sun Wukong Hinweise zum Auffinden Fenghuangs gebe. Gemeinsam mit dem Hund Barkley reist Big Bird daraufhin in einem kleinen Boot nach China. Dort angekommen, lernen sie das Mädchen Xiao Foo kennen, das sie auf ihrer Reise begleitet. Der Weg führt sie nach Peking und zu Sehenswürdigkeiten wie der Chinesischen Mauer oder dem Mausoleum Mao Zedongs. An den Stationen treffen sie jeweils den Affenkönig, der ihnen bis zum Auffinden Fenghuangs behilflich ist. Unterwegs begegnen sie Schulkindern oder Tänzern und lernen den Ententanz sowie ein Lied zum Erlernen chinesischer Wörter. Am Ende erfahren sie von Fenghuang, das die durchlaufenen Stationen ein Plan von ihm waren, damit Big Bird alles über China erfährt, woraufhin sie nach Hause zurückkehren.
In einer Nebenhandlung versucht Oscar the Grouch, ebenfalls nach China zu gelangen, indem er sich von seiner Mülltonne aus dorthin durchgräbt. Als er schließlich angekommen ist, befindet er das Land für langweilig und kehrt umgehend zurück.

## Hintergrund
In seinen Memoiren beschreibt der Spieler von Big Bird Caroll Spinney, wie er auf die Idee zu einem Sesame-Street-Special in China gekommen war. Sein erster Aufenthalt dort war 1979 im Rahmen einer Fernsehshow, die Bob Hope in China drehte und bei der verschiedene Varietékünstler und Musiker auftraten und auch Big Bird einen Auftritt hatte. Dieser Auftritt regte ihn dazu an, eine Sesame-Street-Sendung aus diesem Land zu initiieren. Im gleichen Jahr, als der Film auf NBC erstausgestrahlt wurde, erschien auch ein gleichnamiges Kinderbuch unter der Federführung von Jon Stone.

## Rezeption
Rezensionen des Films nach der Premiere im Mai 1983 fielen überwiegend kritisch aus. Während Arthur Unger sich in The Christian Science Monitor damit begnügt festzustellen, dass Big Bird nur in Maßen zu ertragen sei, merkt Tom Shales in The Washington Post an, dass sowohl die Sendung von Bob Hope als auch Big Bird in China beim Zuschauer den Eindruck hinterließen, die Haupttätigkeit in China bestünde aus der Aufführung folkloristischer Tänze. Zudem sei Ronald Reagan noch nie in China gewesen, Big Bird hingegen zweimal, wodurch der Eindruck erweckt werden könnte, Big Bird sei eine Art halboffizieller Vertreter des Außenministeriums.
Richard Stengle kritisiert in der Time, dass der Film in keiner Weise das zeitgenössische China widerspiegele und Normalitäten wie Städte voller Fahrradfahrer zugunsten eines mythischen China ausblende. Zudem zeige der Film häufig Bilder von Kindern, die beim Anblick der grotesken Erscheinung des Big Bird verängstigt wirken.

## Auszeichnungen
Big Bird in China wurde bei der Primetime-Emmy-Verleihung 1983 mit einem Emmy in der Kategorie Outstanding Children’s Program ausgezeichnet. In der Kategorie Outstanding Video Tape Editing – Limited Series or Special war der Film nominiert.